# الأصغران
الأصغران اسم عربي يُقصد به القلب واللسان. يقول المثل العربي: «المَرْءُ بأصْغَرَيْهِ».